# Al Capone – Eine Gangster-Legende
Al Capone – Eine Gangster-Legende (Originaltitel: Al Capone: Icon) ist ein US-amerikanischer Dokumentarfilm aus dem Jahr 2014 über den Chicagoer Mobster „Al“ Capone.

## Inhalt
Der Dokumentarfilm beleuchtet das Leben des Chicagoer Mobsters Alphonse Gabriel „Al“ Capone und das kulturelle Leben während der Prohibition in den Vereinigten Staaten. Ebenso behandelt der Film den Mythos um Capone in der Populärkultur bis zum heutigen Tage.

## Liste der Interviewpartner
- Cassandra Wilson – Jazz-Sängerin
- Charles B. Strozier – Psychoanalytiker und Autor
- Deirdre Marie Capone – Capones Großnichte
- Frank Calabrese Jr. – Ehem. Handlanger des Chicago Outfit
- Jonathan Eig – Journalist
- Michael Green – Historiker
- Scott F. Stoddart – Prof. für Filmwissenschaft
- Thomas Reppetto – Ehem. Kriminalbeamter
- Tim Weiner – Journalist
- Vince Gilligan – Drehbuchautor und Fernsehregisseur

## Hintergrund
Der von Outpost Entertainment für Public Broadcasting Service produzierte Dokumentarfilm wurde am 22. Juli 2014 sowohl per Streaming als auch auf DVD veröffentlicht und erschien in deutscher Fassung im Jahr 2016 bei Arte. Die deutsche Synchronisation entstand durch die Synchronfirma media transform.